# Matheson Island
Matheson Island är en ö i Kanada.   Den ligger i provinsen Manitoba, i den sydöstra delen av landet, 1 700 km väster om huvudstaden Ottawa.
I omgivningarna runt Matheson Island växer i huvudsak blandskog. Trakten runt Matheson Island är nära nog obefolkad, med mindre än två invånare per kvadratkilometer.